# 勒滕峰
46°46′29″N 10°56′40″E / 46.77472°N 10.94444°E

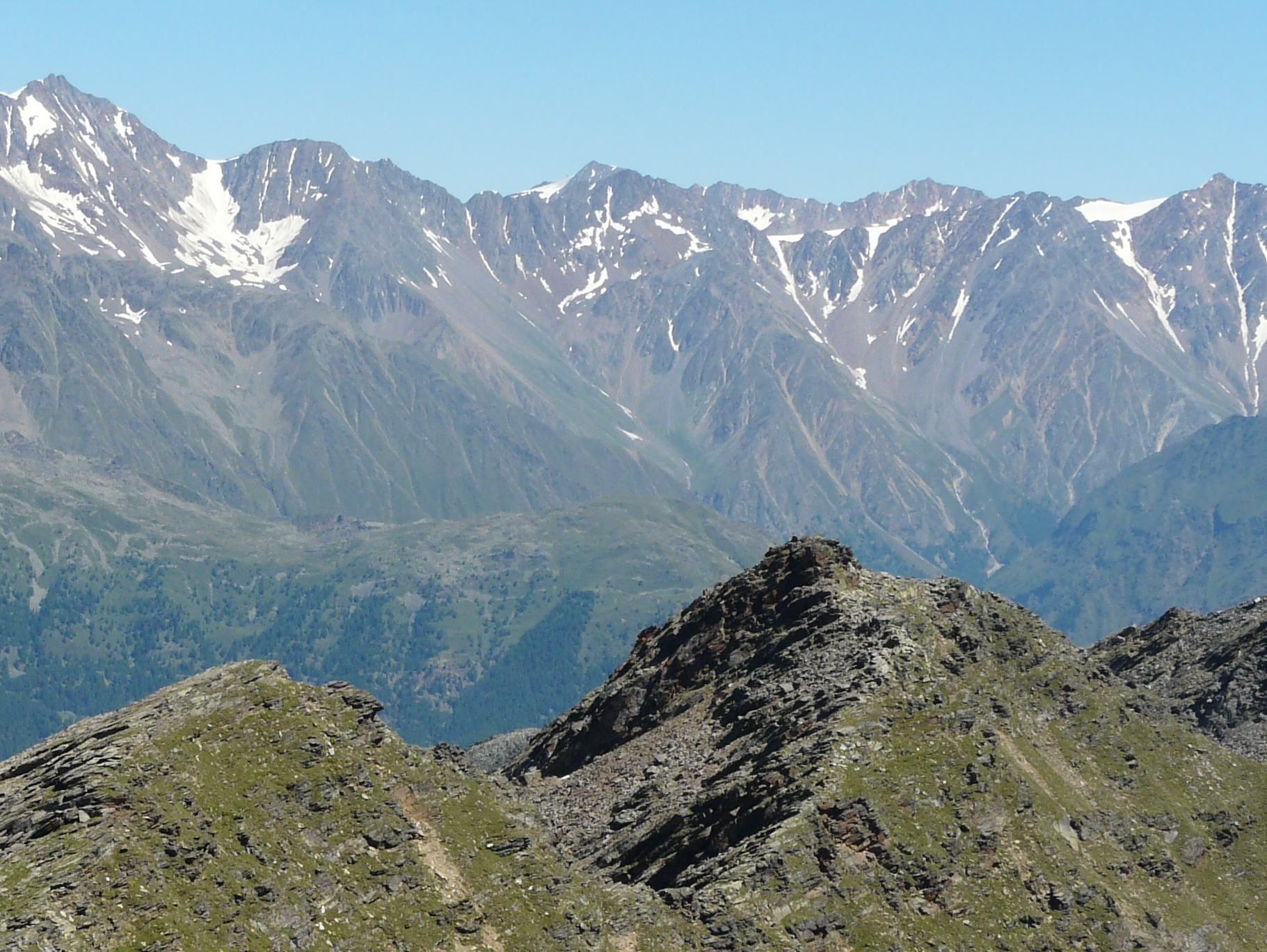

勒滕峰（德語：Rötenspitze），是中歐的山峰，位於奧地利和意大利接壤的邊境，屬於奧茨塔爾阿爾卑斯山脈的一部分，距離普法瑟峰1.2公里，海拔高度3,393米，人類在1892年6月8日首次登頂。